# Rūdkhāneh-ye Bolghār Chāy
Rūdkhāneh-ye Bolghār Chāy (azerbajdzjanska: Bolqarçay) är ett vattendrag i Azerbajdzjan, på gränsen till Iran.   Det ligger i distriktet Masallı Rayonu, i den sydöstra delen av landet, 150 km sydväst om huvudstaden Baku.
Trakten runt Rūdkhāneh-ye Bolghār Chāy består till största delen av jordbruksmark. Runt Rūdkhāneh-ye Bolghār Chāy är det ganska glesbefolkat, med 48 invånare per kvadratkilometer.